# Llista de les banderes d'Àustria
Aquesta és una llista que conté les diferents banderes que s'utilitzen o s'han utilitzat a Àustria.

## Bandera nacional
| Bandera           | Data                                | Ús                                 | Descripció                                                                |
| ----------------- | ----------------------------------- | ---------------------------------- | ------------------------------------------------------------------------- |
| Bandera d'Àustria | 1230–1806, 1918–1934, 1945–avui dia | Bandera nacional                   | Formada per tres franges horitzontals vermella, blanca i vermella.        |
| Bandera d'Àustria | 1955–avui dia                       | Bandera d'estat, de guerra i naval | Mateix disseny que la bandera nacional amb l'afegit de l'escut d'Àustria. |

### Històriques
| Bandera                                                  | Data      | Ús                                         | Descripció                                                                             |
| -------------------------------------------------------- | --------- | ------------------------------------------ | -------------------------------------------------------------------------------------- |
| Bandera del Tercer Reich                                 | 1938–1945 | Bandera del Tercer Reich                   | Bandera a partir de l'annexió d'Àustria al Tercer Reich.                               |
| Bandera Bandera de l'Estat federal d'Àustria (1934–1938) | 1934–1938 | Bandera de l'Estat federal d'Àustria       | Mateix disseny que l'actual amb l'escut d'armes al centre.                             |
| Bandera de l'Estat federal d'Àustria (1934–1938)         | 1934–1938 | Bandera mercant de l'imperi Austrohongarès | Unió de les banderes d'Àustria i Hongria amb els seus respectius escuts.               |
| Bandera Bandera de l'imperi Habsburg                     | 1804–1918 | Imperi Habsburg                            | Dues franges horitzontals d'igual amplada, sent negra la superior i groga la inferior. |
| Bandera de l'arxiducat d'Àustria                         | 1685–1740 | Arxiducat d'Àustria                        | Camp groc amb l'escut d'armes de l'arxiducat.                                          |
| Bandera de l'arxiducat d'Àustria                         | 1453–1804 | Arxiducat d'Àustria                        | Mateix disseny que l'actual bandera nacional.                                          |
| Bandera del Margraviat d'Àustria                         | 976–1136  | Margraviat d'Àustria                       | Estendard de camp negre amb cinc àligues d'or.                                         |

## Personals

### Històriques
| Bandera                                             | Data      | Ús                                                  | Descripció                                                                                                  |
| --------------------------------------------------- | --------- | --------------------------------------------------- | --- |
| Estendard imperial d'Àustria-Hongria                | 1935–1945 | Estendard d'Adolf Hitler                            | Utilitzat com a conseqüència de l'annexió d'Àustria al Tercer Reich.                                        |
| Estendard imperial d'Àustria-Hongria                | 1915–1918 | Estendard imperial d'Àustria-Hongria                | Camp grana amb l'escut d'armes de la casa d'Habsburg-Lorena coronada per les corones d'Àustria i d'Hongria. |
| Estendard arxiducal austrohongarès                  | 1915–1918 | Estendard arxiducal                                 | Camp carabassa amb l'escut d'armes de la casa d'Habsburg-Lorena com a arxiducs d'Àustria.                   |
| Estendard de l'emperador Francesc Josep I d'Àustria | 1848–1915 | Estendard de l'emperador Francesc Josep I d'Àustria | Camp groc amb l'escut d'armes imperial.                                                                     |
| Estendard de l'emperador Francesc I d'Àustria       | 1804–1835 | Estendard de l'emperador Francesc I d'Àustria       | Camp groc amb l'escut d'armes imperial.                                                                     |

## Divisió Administrativa
Àustria es divideix en nou estats federals, cadascun amb el seu propi parlament.

### Estats
| Bandera                  | Data           | Ús                              | Descripció |
| ------------------------ | -------------- | ------------------------------- | --- |
| Bandera de Alta Àustria  | 9 agost 1954   | Alta Àustria (bandera d'estat)  | Camp dividit horitzontalment de blau i groc (bandera civil). La bandera d'estat afegeix l'escut d'armes al centre. Establert el 1922 està dividit verticalment per la meitat, l'esquerra amb una àliga d'or sobre un camp de sable, la dreta amb quatre pals alterns d'argent i gules. |
| Bandera de Baixa Àustria | 25 abril 1949  | Baixa Àustria (bandera d'estat) | Camp dividit horitzontalment de blanc i vermell (bandera civil). La bandera d'estat afegeix l'escut d'armes al centre. Establert el 1930 és una combinació dels escuts dels comtes de Güssing-Bernstein (escussó) i dels comtes de Mattersdorf-Forchtenstein en colors canviats. Coronat per la corona de l'Arxiducat d'Àustria.                                                              |
| Bandera de Burgenland    | 1921           | Burgenland (bandera d'estat)    | Camp dividit horitzontalment de vermell i groc (bandera civil). La bandera d'estat afegeix l'escut d'armes al centre. Establert el 1920 està format per cinc àligues daurades sobre camp d'atzur. Va aparèixer ja l'any 1335 com el mític escut de Leopold III de Babenberg. El duc Rodolf IV d'Habsburg el va establir com a escut d'armes de la Vella Àustria al costat de l'escut el 1360. |
| Bandera de Caríntia      | 1946           | Caríntia (bandera d'estat)      | Camp dividit horitzontalment en tres franges de groc, vermell i blanc (bandera civil). La bandera d'estat afegeix l'escut d'armes al centre. Dividit verticalment per la meitat, l'esquerra amb tres lleons passants de sable, armats i lampassats de gules sobre camp d'or; a la dreta una faixa d'argent sobre camp de gules.                                                               |
| Bandera d'Estíria        | 1960           | Estíria (bandera d'estat)       | Camp dividit horitzontalment de blanc i verd (bandera civil). La bandera d'estat afegeix l'escut d'armes al centre. Establert el 1926 i format per la pantera d'Estíria rampant d'argent i armada de gules que escup foc sobre camp de sinople. La pantera ja es troba en un segell ducal d'Ottokar del segle XII. Probablement va ser pensat com un tret distintiu del llinatge Babenberg.   |
| Bandera de Salzburg      | 16 febrer 1921 | Salzburg (bandera d'estat)      | Camp dividit horitzontalment de vermell i blanc (bandera civil). La bandera d'estat afegeix l'escut d'armes al centre. Dividit verticalment per la meitat, l'esquerra amb un lleó de sable, armat i lampassat de gules sobre camp d'or; a la dreta una faixa d'argent sobre camp de gules. Coronat per la corona de l'Arxiducat d'Àustria.                                                    |
| Bandera del Tirol        | 10 març 1949   | Tirol (bandera d'estat)         | Camp dividit horitzontalment de blanc i vermell (bandera civil). La bandera d'estat afegeix l'escut d'armes al centre. Aquest carrega una àliga coronada de gules amb el bec, les urpes i dues franges trevolades d'or. S'utilitza com a símbol de la regió des de principis del segle XIII. L'escut en la seva forma actual es va concedir l'any 1946 i està regulat per llei.               |
| Bandera de Viena         | 1946           | Viena (bandera d'estat)         | Camp dividit horitzontalment de vermell i blanc (bandera civil). La bandera d'estat afegeix l'escussó de l'escut d'armes al centre, una creu d'argent sobre camp de gules. |
| Bandera de Vorarlberg    |                | Vorarlberg (bandera d'estat)    | Camp dividit horitzontalment de vermell i blanc (bandera civil). La bandera d'estat afegeix l'escut d'armes al centre, el qual es remunta als comtes de Montfort. És l'únic escut d'un estat federal austríac en el qual no apareix cap animal heràldic (a Viena, però, només s'utilitza l'escussó a la bandera).                                                                             |

## Militars

### Personals
| Bandera                                                  | Data | Ús                     | Descripció                                                                                   |
| -------------------------------------------------------- | ---- | ---------------------- | -------------------------------------------------------------------------------------------- |
| Estàndard de general de les forces armades austríaques   |      | Estàndard de general   | Camp blanc amb l'escut d'armes d'Àustria al centre i una bordura dentada de vermell i blanc. |
| Gallardet de comandant de les forces armades austríaques |      | Gallardet de comandant | Mateix disseny que la bandera nacional però el gallerdet acaba en dues cues.                 |
| Gallardet d'oficial de les forces armades austríaques    |      | Gallardet d'oficial    | Mateix disseny que la bandera nacional.                                                      |

## Organitzacions polítiques
| Bandera                                      | Data          | Ús                                     | Descripció |
| -------------------------------------------- | ------------- | -------------------------------------- | --- |
| Bandera del Partit Popular d'Àustria         | 2022-avui dia | Partit Popular d'Àustria               | Tres franges horitzontals de blau cel, blanc i blau cel amb el nom del partit en negre a la franja central.                  |
| Bandera del Partit Popular d'Àustria         | 2022-avui dia | NEOS – La Nova Austria i Fòrum Liberal | Camp magenta amb el nom del partit en blanc al centre.                                                                       |
| Bandera del Moviment identitari Àustria      | 2012-avui dia | Moviment identitari Àustria            | Camp groc amb el símbol del partit en negre al centre.                                                                       |
| Bandera de l'Aliança Negra-Groga             | 2004-avui dia | Aliança Negra-Groga                    | Dues franges d'igual amplada, negre la superior i groga la inferior. Es tracta de la bandera històrica de l'imperi Habsburg. |
| Bandera del Partit de la Llibertat d'Àustria | 1999-avui dia | Partit de la Llibertat d'Àustria       | Camp blanc i blau amb les sigles del partit al centre.                                                                       |
| Bandera dels Verds d'Àustria                 | 1999-avui dia | Els Verds                              | Camp verd amb les sigles i el nom del partit al centre.                                                                      |
| Bandera del Partit Socialdemòcrata d'Àustria | 1945-avui dia | Partit Socialdemòcrata d'Àustria       | Camp vermell amb el cercle antifeixista de les Tres fletxes en blanc al centre.                                              |

### Històriques
| Bandera                                | Data      | Ús                        | Descripció |
| -------------------------------------- | --------- | ------------------------- | --- |
| Bandera del Front Patriòtic            | 1933-1938 | Front Patriòtic           | Bandera nacional austríaca amb una creu potençada al centre i un xebró verd al costat del pal.                                |
| Bandera de l'Ostmärkische Sturmscharen | 1930-1936 | Ostmärkische Sturmscharen | Bandera nacional austríaca amb el símbol de l'organització paramilitar al centre, un rombe negre amb un estaurograma vermell. |

## Navilieres
| Bandera                                                 | Data      | Ús                                        | Descripció                                                                                                 |
| ------------------------------------------------------- | --------- | ----------------------------------------- | --- |
| Emblema de la Lloyd austríaca                           | 1829–1993 | Lloyd austríaca                           | Una àncora coronada amb les inicials L i A a cada banda, sota de tot una cinta amb la paraula "VORWAERTS". |
| Bandera de la Donau-Dampfschiffahrts-Gesellschaft       | 1833-1921 | Donau-Dampfschiffahrts-Gesellschaft       | Bandera nacional austríaca amb una àncora groga envoltada per les inicials de la companyia "D.D.S.G."      |
| Bandera de la Cosulich Società Triestina di Navigazione | 1889–1919 | Cosulich Società Triestina di Navigazione | |
| Bandera de la Cosulich Società Triestina di Navigazione | 1919-1932 | Cosulich Società Triestina di Navigazione | |

## Clubs nàutics
| Bandera                                | Data          | Ús                        | Descripció |
| -------------------------------------- | ------------- | ------------------------- | ---------- |
| Banderí del Segelclub Mattsee          | 1950-avui dia | Segelclub Mattsee         |            |
| Banderí de l'Union-Yacht-Club Attersee | 1886-avui dia | Union-Yacht-Club Attersee |            |